# Blennidus catharinianus
Blennidus catharinianus là một loài bọ chân chạy thuộc phân họ Pterostichinae. Loài này được Emden mô tả năm 1949.